# Marcu Biancarelli
Marcu Biancarelli (Porto Vecchio, 17 de octubre de 1968) es un escritor (poeta, dramaturgo, novlista) y traductor francés.

## Biografía
Nació y vive en Córcega donde es profesor de secundaria.

## Obra
- Viaghju in Vivaldia, 1999
- Prighjuneri, 2000
- San Ghjuvanni in Patmos , 2001
- Parichji dimonia, 2002
- 51 Pegasi astru virtuali, 2003
- Stremu miridianu, 2007
- Murtoriu, 2009
- Vae Victis, 2010
- Cusmugrafia, 2011
- Cuntruversa di Valdu Nieddu, 2012
- Dopu à i muntaneri, 2012